# Кивгила, Николай Григорьевич
Николай Григорьевич Кивгила (6 декабря 1909, Ставидла, Киевская губерния — 15 ноября 1991, Мошны, Черкасская область) — помощник командира взвода 41-го гвардейского стрелкового полка (14-я гвардейская стрелковая Винницкая ордена Ленина Краснознамённая ордена Кутузова дивизия, 33-й гвардейский стрелковый корпус, 5-я гвардейская армия, 1-й Украинский фронт), гвардии старший сержант, участник Великой Отечественной войны, кавалер ордена Славы трёх степеней.

## Биография
Родился 6 декабря 1909 года в селе Ставидла (ныне Кропивницкий район, Кировоградская область, Украина) в крестьянской семье. Украинец. Окончил 4 класса школы.
В 1932 году переехал в город Нижний Новгород. С 1937 года жил в городе Днепродзержинск Днепропетровской области, работал горновым на Днепродзержинском металлургическом заводе.
С 1939 года — в Красной армии. С августа 1941 года — в действующей армии. Воевал на Южном, Юго-Западном, Степном (с 20 октября 1943 года — 2-й Украинский) и 1-м Украинском фронтах. Принимал участие в оборонительных сражениях 1941 года, Барвенковско-Лозовской наступательной операции, Сталинградской битве, Белгородско-Харьковской наступательной операции, освобождении Левобережной Украины, Корсунь-Шевченковской, Уманско-Ботошанской, Львовско-Сандомирской, Сандомиро-Силезской, Берлинской и Пражской наступательных операциях. В боях дважды был ранен.
В ходе Корсунь-Шевченковской наступательной операции при овладении селом Рейментаровка (ныне Дибровка, Новомиргородский район Кировоградской области, Украина) 30 января 1944 года гвардии рядовой Н. Г. Кивгила, командуя стрелковым отделением, уничтожил станковый пулемет с расчетом, обеспечив успешное продвижение взвода вперед. Приказом командира полка награжден медалью «За отвагу».
В районе села Пугачены (ныне Пухэчень Новоаненского района, Молдова) командир отделения 41-го гвардейского стрелкового полка (14-я гвардейская стрелковая дивизия, 5-я гвардейская армия, 2-й Украинский фронт) гвардии младший сержант Кивгила с группой бойцов 26 апреля 1944 года в ходе боя на правом берегу реки Днестр, подкрался к вражескому блиндажу, гранатами и из автомата уничтожил 5 фашистов, а 2 взял в плен На следующий день противник контратаковал наши боевые порядки. Н. Г. Кивгила был ранен, но не оставил поля боя и продолжал управлять подчиненными до отражения всех контратак.
Приказом командира 14-й гвардейской стрелковой дивизии полковника Скрыганова В. В. 4 июня 1944 года гвардии младший сержант Кивгила Николай Григорьевич награжден орденом Славы 3-й степени.
В ходе боя 12 августа 1944 года в районе села Домбрувка (ныне гмина Чермин, Мелецкий повят Подкарпатского воеводства, Польша) его отделение атаковало противника во фланг, овладело несколькими домами на окраине села, уничтожив 5 немецких солдат, захватив 2 пулемета и 2 пленных. Отвлекая на себя огонь врага, воины обеспечили успешную атаку роты. Продолжая наступление, отделение Н. Г. Кивгилы при овладении селом Дольне уничтожило 10 гитлеровцев и захватило пулемет.
Приказом командующего 5-й гвардейской армией от 24 сентября 1944 года гвардии сержант Кивгила Николай Григорьевич награжден орденом Славы 2-й степени .
19 февраля 1945 года в ходе наступления на подступах к городу и крепости Бреслау (ныне Вроцлав, Нижнесилезское воеводство, Польша) помощник командира взвода гвардии сержант Кивгила под огнем противника поднял взвод в атаку и решительным ударом выбил врага из траншеи, лично уничтожив автоматным огнем 10 немецких солдат и захватив 3 пленных. При отражении контратаки взвод уничтожил свыше 20 солдат противника и захватил 4 станковых пулемета.
Указом Президиума Верховного Совета СССР от 27 июня 1945 года за образцовое выполнение боевых заданий командования на фронте борьбы с немецкими захватчиками и проявленные при этом доблесть и мужество гвардии старший сержант Кивгила Николай Григорьевич награжден орденом Славы 1-й степени .
В 1945 году демобилизован . Вернулся в город Днепродзержинск Днепропетровской области. Работал старшим горновым доменного цеха на Днепродзержинском металлургическом заводе. С 1969 года жил в селе Мошны (Черкасская область).
Умер 15 ноября 1991 года. Похоронен в селе Мошны Черкасский район Черкасской области (Украина).

## Награды
- Орден Отечественной войны I степени (11.03.1985)[4]
- Полный кавалер ордена Славы:
  - орден Славы I степени(27.06.1945)[5];
  - орден Славы II степени (24.09.1944)[6];
  - орден Славы III степени (04.06.1944)[7];
- медали, в том числе:
  - «За отвагу» (04.02.1944)[8];
  - «За оборону Сталинграда» (1.05.1944)
  - «В ознаменование 100-летия со дня рождения Владимира Ильича Ленина» (6 апреля 1970)
  - «За победу над Германией» (9 мая 1945[9])[10]
  - «За взятие Берлина» (09.05.1945)
  - «За освобождение Праги» (09.05.1945)
  - «20 лет Победы в Великой Отечественной войне 1941—1945 гг.» (7 мая 1965[11])
  - «30 лет Победы в Великой Отечественной войне 1941—1945 гг.»[12]
  - 40 лет Победы в Великой Отечественной войне 1941—1945 гг.[13]
  - «50 лет Вооружённых Сил СССР» (26 декабря 1967[14])
- Знак «25 лет победы в Великой Отечественной войне» (1970)

## Память
- На могиле установлен надгробный памятник
- Его имя увековечено в Главном Храме Вооружённых сил России, и навсегда запечатлено на мемориале «Дорога памяти»[15].